# Puchar Ekstraklasy

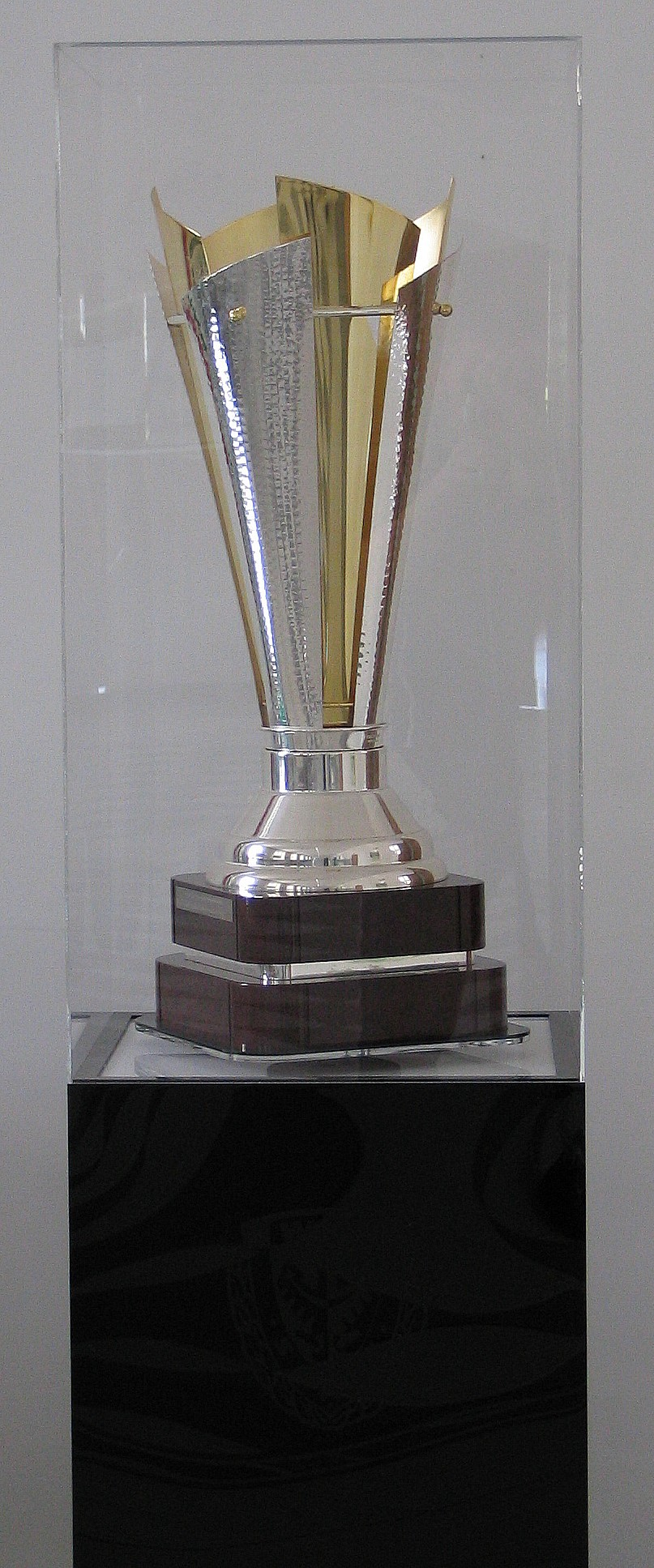
Prijs

De Puchar Ligi was een voetbaltoernooi georganiseerd door de Poolse voetbalbond. Het is de Poolse versie van de League Cup. Het toernooi is slechts enkele keren gespeeld en is in het seizoen 2006/2007 opgevolgd door de Puchar Ekstraklasy.

## Historie Puchar Ligi
De Puchar Ligi werd voor het eerst gespeeld in 1977, opgezet door de redactie van Sport. Zestien ploegen uit de eerste liga deden mee. Het toernooi was echter niet populair. Trainers stelden vaak reservespelers op en de wedstrijden werden door niet veel mensen bekeken. De winnaar van de eerste editie was Odra Opole, die in de finale won van Widzew Łódź, en kreeg voor die overwinning een plaats in de UEFA Cup.
Een jaar later werd de Puchar Ligi niet meer georganiseerd door de Poolse voetbalbond. De redactie van Sport besloot het toernooi onofficieel wel te laten doorgaan. Slechts elf clubs uit Polen deden mee en werden aangevuld door vier clubs uit Hongarije: Diósgyőri VTK, Tatabányai Bányász SC, Szeged LC en Rákóczi FC. Het toernooi werd gewonnen door Górnik Zabrze, dat in hetzelfde jaar degradeerde naar de II liga. Na 1978 werd het toernooi twintig jaar niet meer gespeeld.
In het seizoen 1999/2000 werd het toernooi opnieuw leven in geblazen door Zbigniew Boniek en Ryszard Raczkowski. De clubs kregen een flinke premie als ze doorgingen naar een volgende ronde van de Puchar Ligi. De winnaar kreeg 1,3 miljoen złoty. De finale ging tussen twee clubs uit Warschau, namelijk Polonia en Legia. Polonia won met 2-1.
Een jaar later, in het seizoen 2000/2001 werden er voor het eerst ploegen uit de II liga toegelaten. Hoewel deze ploegen erg gemotiveerd waren voor dit toernooi, stonden er twee ploegen uit de Ekstraklasa in de finale, die Wisła Kraków won van Zagłębie Lubin.
De laatste keer dat de Puchar Polski gespeeld werd was in 2001/2002, op dezelfde manier als het jaar ervoor, dus met ploegen uit de II liga. Dit jaar won Legia Warschau de finale van Wisła Kraków.

## Finales van de Puchar Ligi
- 1952 (Officieus) (gespeeld in Warschau)

Wawel Kraków - Cracovia Kraków 5-1
- 1977 (gespeeld in Częstochowa)

Odra Opole - Widzew Łódź 3-1
- 1978 (Officieus) (gespeeld in Chorzów)

Górnik Zabrze - Zagłębie Sosnowiec 2-0
- 2000

Polonia Warschau - Legia Warschau 2-1
- 2001

Zagłębie Lubin - Wisła Kraków 0-3
Wisła Kraków - Zagłębie Lubin 1-2
- 2002

Legia Warschau - Wisła Kraków 3-0
Wisła Kraków - Legia Warschau 2-1
Ekstraklasa ·
I liga ·
II liga ·
III liga ·
Puchar Polski ·
Puchar Ekstraklasy ·
Poolse supercup ·
PZPN ·
Nationaal voetbalelftal